# Glacier du Tour-Noir
Le glacier du Tour-Noir est un glacier de France situé dans le massif du Mont-Blanc, sur la commune de Chamonix-Mont-Blanc.
Le glacier naît sur l'ubac de la pointe Morin et l'adret du Tour Noir, à environ 3 600 mètres d'altitude, et se dirige vers le sud-ouest en direction du glacier d'Argentière. Il fait partie des glaciers latéraux situés en rive droite du glacier d'Argentière avec ceux des Rouges du Dolent au sud-est, des Améthystes, du Milieu, du Chardonnet, du Trident, Adams Reilly et du Passon au nord-ouest. De l'autre côté de la pointe Morin, du Tour Noir et du col d'Argentière qui marquent la frontière avec la Suisse se trouve le glacier de l'A Neuve.

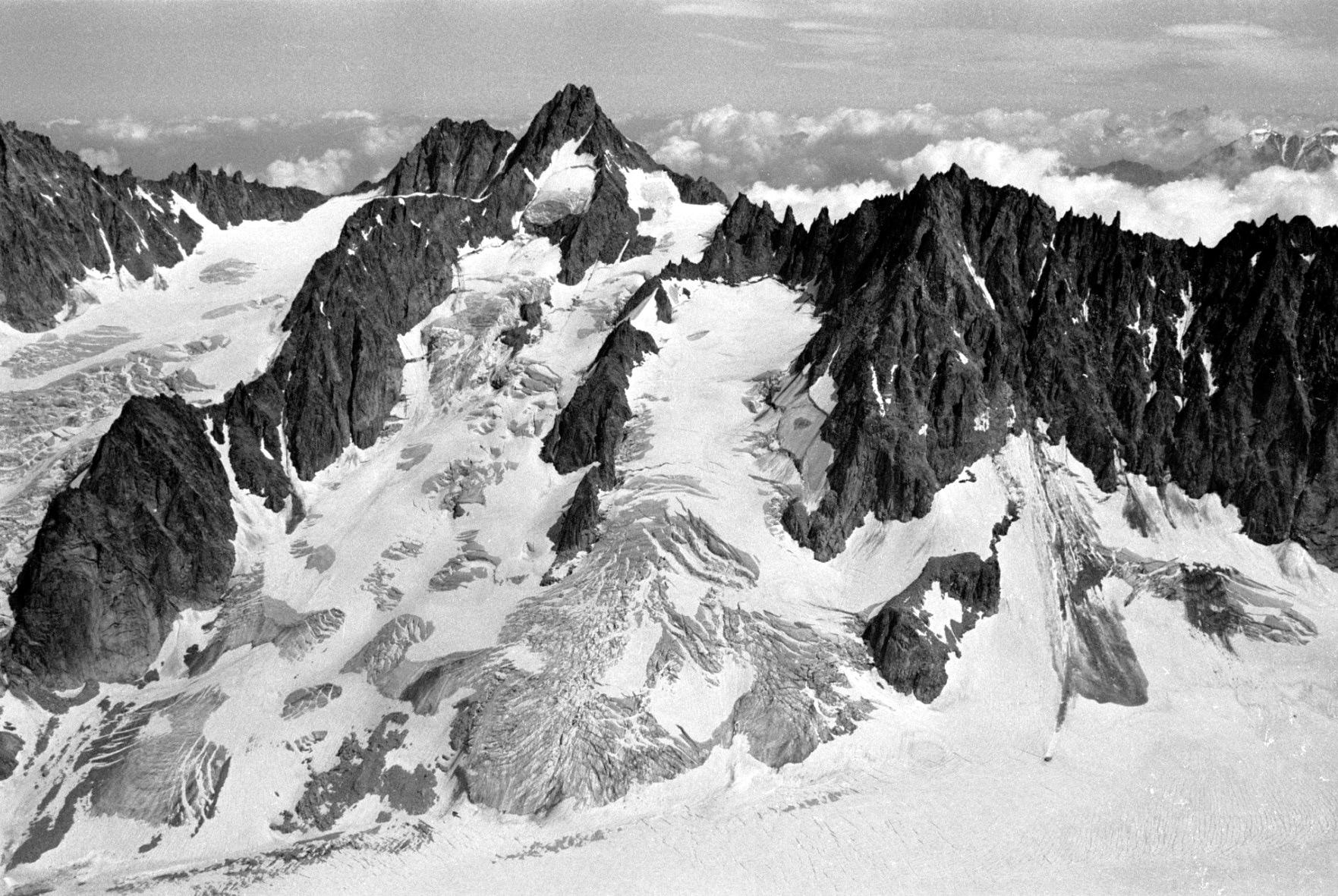
Vue en 1983 depuis les Courtes au sud-ouest des glaciers du Tour-Noir (à gauche) et des Rouges du Dolent (au centre) au-dessus du glacier d'Argentière et dominés par le Tour Noir.